# Сельское хозяйство (Варрон)

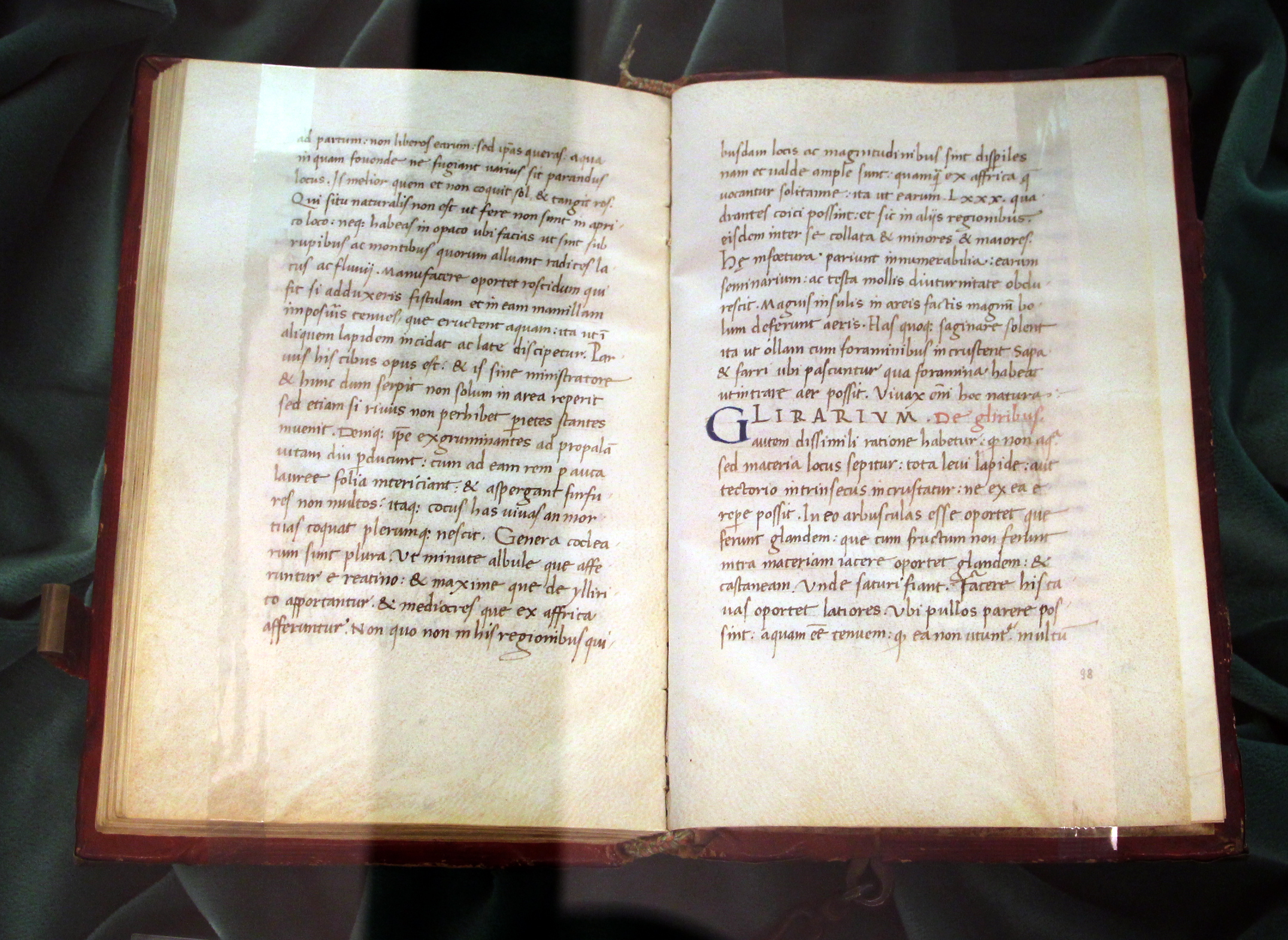
De Rustica, Varro (XV sec., Biblioteca Medicea Laurenziana, pluteo 51.3)

«Се́льское хозя́йство» (лат. Rerum Rusticarum) — дидактическая работа Марка Теренция Варрона, составленная в 37 году до н. э. Автор с разных сторон рассмотрел современное ему сельское хозяйство. Наряду с «Земледелием» Катона Старшего и «Сельским хозяйством» Колумеллы является одним из основных исторических источников о сельском хозяйстве Древнего Рима II—I веков до н. э.
Сочинение состоит из трёх книг, в каждой из которых описывается отдельная отрасль сельского хозяйства:
- Первая книга — полевое хозяйство;
- Вторая книга — скотоводство;
- Третья книга — приусадебное хозяйство[1].

Все книги построены в форме диалога. Сочинение, как уже отмечалось, было написано в 37 году до н. э., когда автору было уже около 80 лет, и посвящено жене Варрона Фундании, по одной из версий, приходившейся сестрой народному трибуну 68 года до н. э. Гаю Фунданию (ум. после 54 до н. э.).

## Издания и переводы
- M. Terenti Varronis Rerum Rusticarum Libri Tres, ed. G. Goetz, 1929.
- Варрон. Сельское хозяйство. / Пер. М. Е. Сергеенко. М.-Л.: Издательство АН СССР. 1963. 220 стр. 1300 экз.
- Издание «The Loeb classical library»: Varro. On Farming
- В серии «Collection Budé» сочинение издано в 3 томах.